# ウィザーズ・オブ・ザ・コースト
ウィザーズ・オブ・ザ・コースト社（Wizards of the Coast LLC）、略称WotCまたはWizardsは、アメリカ合衆国のファンタジーやサイエンス・フィクションを主なベースとしたゲーム出版社である。起源はロールプレイングゲームの出版であり、会社を有名にしたのは1990年代中盤のマジック:ザ・ギャザリングなどのトレーディングカードゲームや、衰弱したTSR社を買収して取得した人気のダンジョンズ&ドラゴンズロールプレイングゲーム、そしてライセンスを買収したポケモンカードゲームが驚異的な成功を収めた。会社の本拠地はシアトル郊外のワシントン州レントンにある。
今日、ウィザーズ・オブ・ザ・コーストはロールプレイングゲーム、ボードゲーム、そしてトレーディングカードゲームを出版している。これらはオリジン賞など多くの賞を受賞している。会社は1999年からハズブロの子会社である。

## 歴史
ウィザーズ・オブ・ザ・コースト社は1990年にピーター・アドキソンによってシアトルに設立され、本部はまだその近くのレントンにある。会社の起源はen:Talislanta第3版やen:The Primal Orderといったロールプレイングゲームだけを出版する会社だった。1992年に発売されたThe Primal Orderはどんなゲームにでも使えるサプリメントとしてデザインされ、en:Palladium Booksのゲームシステムの法的な問題を参照の訴えを引き起こした。訴訟は1993年に解決され、ウィザーズ・オブ・ザ・コーストはPalladiumに非公開の金額を支払い、Palladiumの製品に今後言及しないことで同意した。
1990年、リチャード・ガーフィールドがウィザーズ・オブ・ザ・コーストにen:RoboRallyという新しいボードゲームのアイデアを提案したが、しかしウィザーズ・オブ・ザ・コーストはゲームのプロデュースが高すぎる金額になると予測して却下された。その代わりに、アドキソンはガーフィールドに携帯できてすぐに遊べるゲームを発明することができないかと提案し、ガーフィールドはそれに同意した。
アドキソンはリチャード・ガーフィールドのトレーディングカードゲームコンセプトをディベロップするために新しい会社Garfield Gamesを立ち上げ、できあがったオリジナルの作品はManaclashと呼ばれた。これはPalladiumとの法廷闘争からゲームを保護し保有して、Garfield Gamesは裁判が解決されるまでウィザーズ・オブ・ザ・コーストに製造販売権を供与して、その時点でshell companyがシャットダウンされた。ウィザーズ・オブ・ザ・コーストは1993年7月、ダラスの オリジン・ゲーム・フェアでマジック:ザ・ギャザリングをデビューさせた。1993年8月のGen Conで、このゲームは非常に高い人気を証明し、250万枚のカードの供給を売り切り、これは年末まで予定が続いていた。「マジック」の成功は1993年に生成された収益で、アドキソンの最初の事務所の一握りの従業員だったころから、1995年には本部に250人の従業員とオフィスを構えるまでになった。1994年、「マジック」はMensaの上位5つの心のゲーム賞を受賞し、またオリジン賞のBest Fantasy or Science Fiction Board game of 1993とBest Graphic Presentation of a Board game of 1993を受賞した。
1994年、ウィザーズ・オブ・ザ・コーストは「マジック」ブランドのライセンスのために、ライセンスとコンサルティングの機関en:The Beanstalk Groupを始めた。「マジック」の成功の後、ウィザーズ・オブ・ザ・コーストは1994年にen:RoboRallyを出版し、まもなく1994年のオリジン賞でBest Fantasy or Science Fiction Board GameとBest Graphic Presentation of a Board Gameを受賞した。1994年、ウィザーズ・オブ・ザ・コーストはまたen:Nightfall Gamesからen:SLA Industriesを買い、さらにen:White Wolf, Inc.からen:Ars Magicaを買い、自社のロールプレイングゲームのラインアップを拡張した。1995年、ウィザーズ・オブ・ザ・コーストはリチャード・ガーフィールドによる別のカードゲームen:The Great Dalmutiを出版し、1995年のmensaBest New Mind Game賞を受賞した。1995年8月、ウィザーズ・オブ・ザ・コーストはen:Everwayを発売した4ヶ月後に自社のロールプレイングゲーム製品ラインを閉鎖した。アドキソンは、会社がサポートの欠如とゲームにひどい仕打ちをしていたことがウィザーズのロールプレイングゲーム製品のすべてにお金を失っていたと説明した。また1995年、ウィザーズ・オブ・ザ・コーストの年間の売り上げは6500万ドルに達した。

### TSRの買収とポケモン

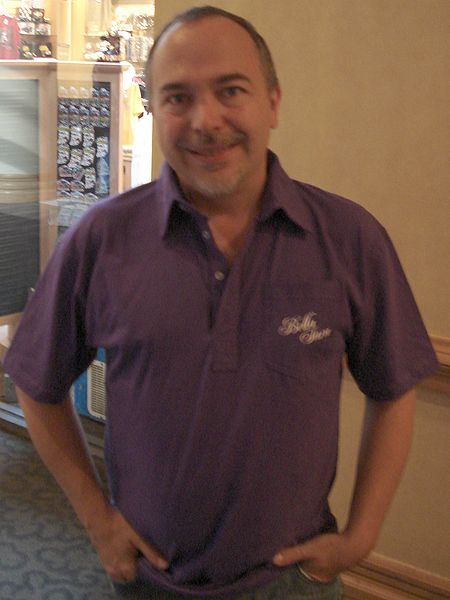
ピーター・アドキソンウィザーズ・オブ・ザ・コーストの創設者。at Gen Con Indy 2007

1997年4月10日、ウィザーズ・オブ・ザ・コーストはダンジョンズ&ドラゴンズの資金繰りが苦しいTSR社を買収すると発表した。ウィザーズ・オブ・ザ・コーストはTSRとen:Five Rings Publishing Groupを2500万ドルで買収した。数多くのクリエイティブやプロフェッショナルなスタッフがTSRのあったウィスコンシンからレントンに引っ越してきた。ウィザーズ・オブ・ザ・コーストはしばらくTSRのブランドネームを使用していたが、後に使用をやめ、TSRの商標期限切れを許可した。1997年から1999年の間、会社は愛されていたが売り上げの良くないキャンペーン・セッティングをファングループに向けてスピンオフし（en:Planescape、en:Dark Sunとen:Spelljammerが含まれる）、より収益性の高いグレイホークとフォーゴトン・レルムに事業を集中した。
1997年夏、ウィザーズ・オブ・ザ・コーストはダンジョンズ&ドラゴンズの第3版のコンセプトを再検討した（TSRの買収後すぐに議論されていた）。2004年、アドキソンは意思決定を振り返った；"明らかに、我々[ウィザード]は、最新版を公開するための強力な経済的インセンティブを持っていた。すべての製品ラインの売上は最初の改良、新しい版を想定して、新しい版が出てくるときに急増する傾向がある。そして、私たちは、所有権が変わったときが、WotCのD&Dに素晴らしい機会だと思った"。彼は後に、新版のD&Dのデザイン全体を指揮することになる。ウィザーズ・オブ・ザ・コーストは2000年にダンジョンズ&ドラゴンズ第3版だけでなく、d20システムをリリースした。これらのリリースにはen:Open Game Licenseが付いてきて、他の会社がこれらのシステムを使用することを許可した。新しいバージョンのD&Dゲームはオリジン賞のBest Roleplaying Gameを2000年に受賞した。2002年、ウィザーズは、設計者がウィザーズに、キャンペーンの世界を提出して、完全に元のキャンペーンの世界を生成するデザインコンテストを主催した。ウィザーズはその中からen:Keith Bakerが設計した"en:Eberron"を選択し、最初のハードカバー本が2004年6月に発売された。2003年、ウィザーズ・オブ・ザ・コーストはダンジョンズ&ドラゴンズ第3.5版とd20システムを発売した。ウィザーズ・オブ・ザ・コーストはGen Con Indy 2004でD&D発売30周年の祝福を手助けした。
1997年8月2日、ウィザーズ・オブ・ザ・コーストはトレーディングカードゲームに関する特許アメリカ合衆国特許第 5,662,332号を取得した。1999年1月、ウィザーズ・オブ・ザ・コーストはポケモンカードゲームの出版を始めた。ゲームは非常に人気があることが証明され、6週間足らずで400000セットを売り上げ、ウィザーズの当初予想よりも10倍売れた。非常に多くの印刷社が「ポケモン」カードを制作したため、いくつかのスポーツカードシリーズが1999年に廃止されるほど「ポケモン」カードの需要が高かった。ゲームは1999年、国立子育てセンターの検印が承認された。
その年、ポケモンカードゲームはミリオンセラーを達成し、会社は遊び方を解説したCD-ROMを同梱した新しいセットを発売した。ウィザーズ・オブ・ザ・コーストは2003年までゲームの出版を続け、ウィザーズとの契約が切れる9月30日より前に、任天堂の関連会社のひとつPokémon USAがゲームの新版を製造開始したため、ウィザーズは次の日、2003年10月1日に任天堂を相手取って訴訟を提起した。両社は裁判所に行くことなく、2003年12月に意見の相違を解決した。

### 転機
ポケモンとマジック:ザ・ギャザリングの相次ぐ成功を見て、ゲームとおもちゃの巨大企業であるハズブロが1999年9月にウィザーズ・オブ・ザ・コーストをおよそ3億2500万ドルで買った。ハズブロは1994年の初期にウィザーズ・オブ・ザ・コーストの買収に興味を示し、さらに、その「ポケモン」ゲームの成功の後に感銘を受けていた。アバロンヒルはウィザーズ・オブ・ザ・コーストの1部門だったが1998年夏にハズブロに買収された。
1999年11月、Vince Caluoriがウィザーズ・オブ・ザ・コーストの社長に就任した。2001年1月1日、ピーター・アドキソンはウィザーズを辞職した。2002年6月にはChuck Huebnerがウィザーズ・オブ・ザ・コーストの社長と最高経営責任者に就任し、2004年4月にLoren GreenwoodがHuebnerの役職を継承した。2008年3月にはGreg Leedsがウィザーズ・オブ・ザ・コーストの社長と最高経営責任者を継承した。2008年、会社は300人を超える従業員を擁した。
1999年11月、ウィザーズ・オブ・ザ・コーストは2002年のコンベンションを持ってGen Conの主催地がミルウォーキーを離れると発表した。ハズブロは OriginsをGAMAに売り、そして2002年5月にGen Conをピーター・アドキソンに売った。ウィザーズはダンジョン、ドラゴン、ポリヘドロン、そしてen:Amazing Storiesのライセンスをパイゾ・パブリッシングに下請けに出した。ウィザーズは2003年、塗装済みで収集性のあるD&Dミニチュアを発売し、そしてライセンスされたスター・ウォーズを2004年に、アバロンヒルブランドを通してAxis & Allies第2次世界大戦ミニチュアゲームを2005年に発売した。ウィザーズ・オブ・ザ・コーストの出版部門はミリオンセラーの何百ものタイトルの本を16の言語でプロデュースした。
ウィザーズ・オブ・ザ・コーストはまた、1999年の「ポケモン」の成功の後に小売ゲームチェーン店を開始し、"Game Keeper"と"Wizards of the Coast"の名前で展開した。数年前からシアトルの通りには同社の主力ゲームセンターや、アメリカの主なショッピングモールには小売店があった。ゲームセンターは2001年3月に閉店し、最終的にはウィザーズは2003年12月にゲームデザインに集中するために全店舗を閉鎖すると発表した。最後の店舗は2004年春に閉鎖された。

### 近年
2006年の始め、ウィザーズ・オブ・ザ・コーストはウェブサイト「the MTGSalvation」の管理人Daron Rutter(彼はRancored Elfとして知られている)に対して訴訟を起こした。これは同サイトのフォーラムに、未発表のマジック:ザ・ギャザリングのカードリストが発売の十か月前に投稿されたからである。マジックのデザイナーであるマーク・ローズウォーターは「私はウィザーズ・オブ・ザ・コースト社はRancored Elfとの訴訟を法廷外で、双方満足の上で解決したと言うことができます」と説明した。
パイゾ・パブリッシングにプロデュースをライセンスしていたドラゴン とダンジョン 誌は、2002年にウィザーズ・オブ・ザ・コーストからスピンオフされていたが、2007年9月に期限が切れ、ウィザーズは雑誌をオンラインモデルに移行させた。2008年6月6日、ウィザーズはダンジョンズ&ドラゴンズ第4版の新しい基本ルールブックを発売した。ウィザーズは第4版のオンラインコンテンツの中にドラゴン誌とダンジョン誌を展開しはじめた。第4版の新しいルールの枠組みは、ゲームを実行し、ゲームをより新しいプレーヤーにアクセスできるように必要な準備時間を短縮することを意図しながら、より合理化されたゲームを提供するために設計された。
2009年4月6日、ウィザーズ・オブ・ザ・コーストはONEBOOKSHELF.comと子会社のRPGNow.com、そしてDRIVETHRURPG.comで行われていた「
ダンジョンズ&ドラゴンズ」のPDFフォーマットでの販売を全て停止した。これは、書籍の将来の著作権侵害を防ぐための試みで、ゲームのすべての古い版のPDFファイルと同様に、これらの場所を介して利用できるようにした最近の第4版のダンジョンズ&ドラゴンズ製品が含まれていて、8つの人々に対して起こした訴訟と一致する。

## ゲームと製品

### トレーディングカードゲーム
- マジック:ザ・ギャザリング
- デュエル・マスターズ
- ポケモンカードゲーム
- チャームエンジェル
- ウズマジン
- ハリー・ポッター カードゲーム
- THE EYE OF JUDGMENT
- Vampire: The Eternal Struggle（旧名"Jyhad"）
- Netrunner
- BattleTech Trading Card Game
- Star Wars: The Trading Card Game
- MLB Showdown
- Neopets Trading Card Game
- メイプルストーリー iTCG

### ロールプレイングゲーム
- ダンジョンズ&ドラゴンズ
- Star Wars RPG
- d20 system
- Alternity
- The Primal Order
- Everway
- Ars Magica（3rd editionのサプリメントのみ）
- Marvel Super Heroes Adventure Game
- ロストワールド（LOST WORLDS）

### ボードゲーム
- Robo Rally
- Diplomacy（ディプロマシー）
- Filthy Rich
- Betrayal at House on the Hill
- Monsters Menace America
- Axis & Allies (Revised and D-Day)
- Risk 2210、Risk Godstorm
- Nexus Ops
- Game Night: Free-for-All（上記カードゲームのマジック:ザ・ギャザリングのカードとサプライをセットにしたもの。ボードゲームとしてこのパッケージだけで遊ぶ意図で販売されている。）

### カードゲーム
- The Great Dalmuti
- Guillotine
- Alpha Blitz

### ファンタジー小説シリーズ
ウィザーズ・オブ・ザ・コースト社は、同社のゲームを題材にした多くのファンタジー小説を出版している。
- ドラゴンランス
- フォーゴトン・レルム
- グレイホーク
- Birthright
- Dark Sun
- Eberron
- Legend of the Five Rings
- Mystara
- Planescape
- Ravenloft
- Spelljammer